# Ellignies-Sainte-Anne
Ellignies-Sainte-Anne (pcd. Égnies) – dzielnica (section) gminy Belœil w Belgii, w Regionie Walońskim, w prowincji Hainaut, w okręgu Ath. 1 stycznia 2020 roku liczyła 1211 mieszkańców. Do 31 grudnia 1976 samodzielna gmina.

## Demografia
Liczba mieszkańców, stan na 1 stycznia:
| Rok                | 1930 | 1961 | 2020 |
| ------------------ | ---- | ---- | ---- |
| Liczba mieszkańców | 1046 | 905  | 1211 |

## Transport
Przez teren dzielnicy przebiegają drogi regionalne N526 i N527.